# Aeroportul Internațional Kabul
Aeroportul Internațional Hamid Karzai () este un aeroport din Kabul, Kabul District⁠(d), Provincia Kabul, Afganistan ce deservește zona . A fost deschis în 1960 și numit după Hamid Karzai.
Situat la o altitudine de 1.791 m, aeroportul dispune de 1 pistă.

## Infrastructură

### Piste
Aeroportul dispune de o singură pistă. Pista 11/29 are suprafața de asfalt și dimensiunile 3.500 m × 50 m. 